# Os 50 Maiores Contribuintes da Euroliga
Os 50 Maiores Contribuintes da História da Euroliga foram escolhidos em 3 de Fevereiro de 2008 em Madrid, Espanha. A ocasião serviu para comemorar o 50º aniversário da maior liga de clubes de basquetebol da Europa, sendo que em 1958 foi fundada a FIBA Copa dos Clubes Campeões que foi a antecessora da atual Euroliga
A lista final dos 50 maiores contribuintes conta com 35 jogadores, 10 técnicos e 5 árbitros que foram considerados os maiores fomentadores do sucesso da Euroliga. Foram inclusos no levantamento outros nomes nestas categorias. No total 105 jogadores, 20 técnicos e 12 árbitros foram nomeados.

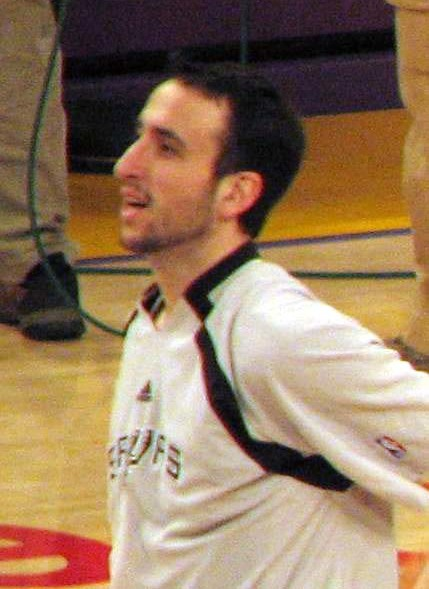
Manu Ginóbili

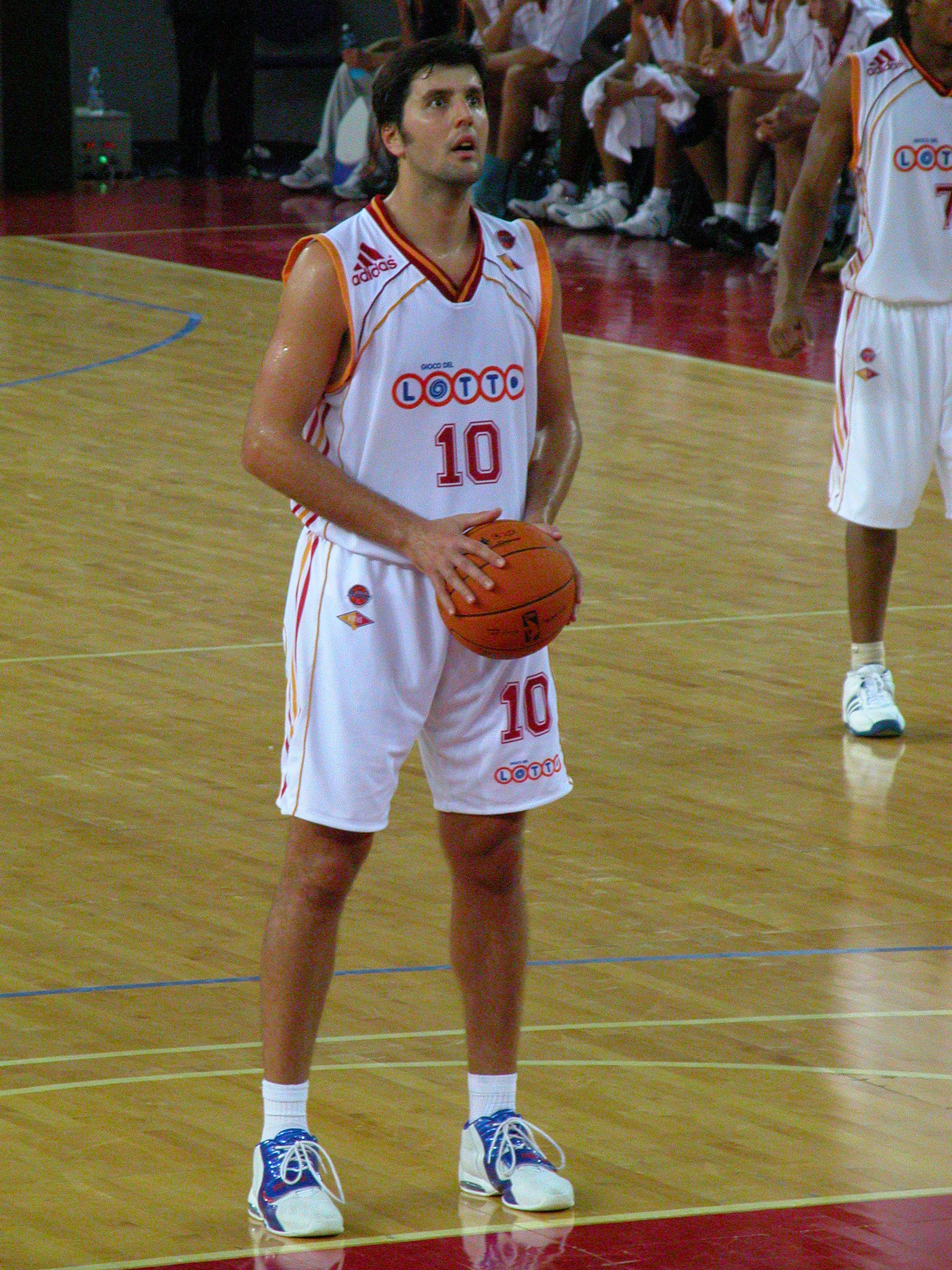
Dejan Bodiroga

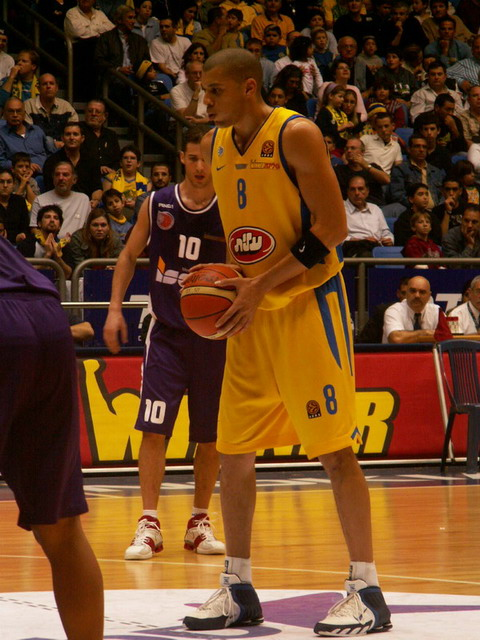
Anthony Parker

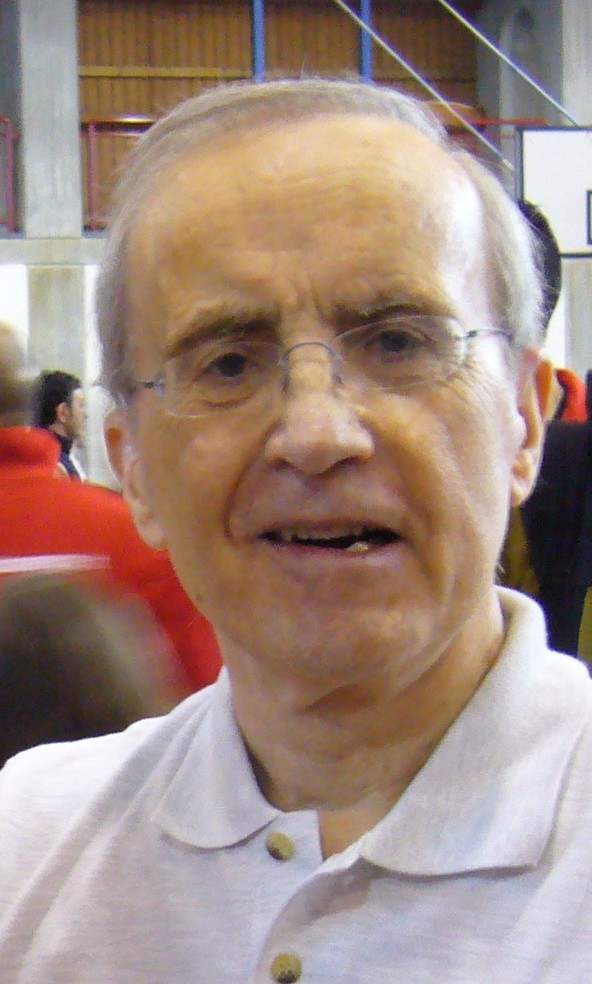
Dan Peterson

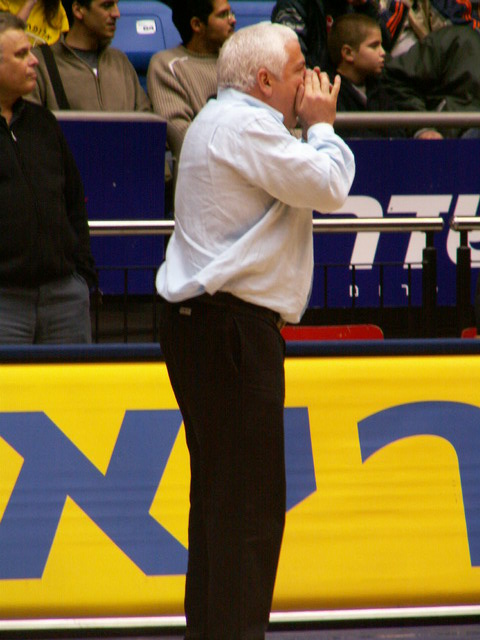
Pini Gershon

## 35 Jogadores
- Sérvia: 
  - Radivoj Korać (1953–1969)
  - Vlade Divac (1985–2005)
  - Aleksandar Đorđević (1985–2005)
  - Predrag Danilović (1987–2000)
  - Dejan Bodiroga (1990–2007)
- Italia: 
  - Aldo Ossola (1962–1980)
  - Dino Meneghin (1966–1994)
  - Pierluigi Marzorati (1970–1991, 2006)
  - Antonello Riva (1977–2002)
- Espanha: 
  - Emiliano Rodríguez (1958–1973)
  - Clifford Luyk (1958–1978)
  - Wayne Brabender (1965–1985)
  - Juan Antonio Corbalán (1971–1991)
  - Juan Antonio San Epifanio "Epi" (1976–1995)
- Croácia: 
  - Krešimir Ćosić (1964–1983)
  - Dražen Petrović (1979–1993)
  - Dino Rađa (1984–2003)
  - Toni Kukoč (1985–2006)
- Grécia: 
  - Nikos Galis (1975–1995)
  - Panagiotis Giannakis (1976–1996)
  - Fragiskos Alvertis (1990–2009)
  - Theodoros Papaloukas (1995–2014)
- Estados Unidos: 
  - Walter Szczerbiak Sr. (1967–1984)
  - Bob Morse (1968–1986)
  - Bob McAdoo (1969–1993)
  - Mike D'Antoni (1969–1990)
  - Anthony Parker (1993–2012)
- Lituânia: 
  - Arvydas Sabonis (1981–2005)
  - Šarūnas Jasikevičius (1994–2014)
- Rússia: 
  - Sergei Belov (1964–1980)
- Bósnia e Herzegovina: 
  - Mirza Delibašić (1972–1983)
  - Dražen Dalipagić (1971–1991)
- Israel: 
  - Mickey Berkowitz (1971–1995)
- Argentina: 
  - Emanuel "Manu" Ginóbili (1996–Presente)
- México: 
  - Manuel "Manolo" Raga (1963–1977)

### Outros Jogadores Indicados
- Estados Unidos: 
  - Miles Aiken (1960–1970)
  - Bill Bradley (1965–1966)
  - Charlie Yelverton (1968–1980)
  - Aulcie Perry (1970–1985)
  - Bruce Flowers (1975–1987)
  - Larry Wright (1975–1988)
  - Clarence Kea (1976–1994)
  - Kevin Magee (1977–1994)
  - Audie Norris (1978–1994)
  - Corny Thompson (1978–1996)
  - Dominique Wilkins (1979–1999)
  - Michael Young (1980–1996)
  - Johnny Rogers (1981–2004)
  - Joe Arlauckas (1983–2000)
  - David Rivers (1984–2001)
  - Derrick Sharp (1990–2011)
  - Marcus Brown (1992–2011)
  - Tyus Edney (1993–2010)
- Sérvia: 
  - Zoran "Moka" Slavnić (1963–1983)
  - Dragan Kićanović (1966–1984)
  - Žarko Varajić (1969–1984)
  - Žarko Paspalj (1982–1999)
  - Zoran Savić (1986–2002)
  - Željko Rebrača (1991–2007)
- Croácia: 
  - Josip Đerđa (1958–1976)
  - Mihovil Nakić-Vojnović (1974–1988)
  - Aleksandar "Aco" Petrović (1979–1992)
  - Velimir Perasović (1984–2003)
  - Stojan "Stojko" Vranković (1985–2002)
  - Nikola Vujčić (1995–Presente)
- Espanha: 
  - Rafael Rullan (1969–1988)
  - Ignacio "Nacho" Solozábal (1975–1992)
  - Fernando Martín (1979–1989)
  - Jordi Villacampa (1980–1997)
  - Juan Carlos Navarro (1997–Presente)
- Italia: 
  - Carlo Recalcati (1967–1979)
  - Roberto Brunamonti (1975–1996)
  - Walter Magnifico (1980–2001)
  - Riccardo Pittis (1984–2004)
- Rússia: 
  - Gennadi Volnov (1956–1973)
  - Yuri Korneev (1957–1966)
  - Vladimir Andreev (1962–1975)
  - Anatoly Myshkin (1972–1986)
- Lituânia: 
  - Valdemaras Chomičius (1978–2000)
  - Rimas Kurtinaitis (1982–2006)
  - Artūras Karnišovas (1989–2002)
  - Saulius Štombergas (1991–2007)
- França: 
  - Richard Dacoury (1976–1998)
  - Stéphane Ostrowski (1979–2005)
  - Antoine Rigaudeau (1987–2005)
- Eslovênia: 
  - Ivo Daneu (1956–1970)
  - Jurij "Jure" Zdovc (1987–2003)
  - Matjaž Smodiš (1994–Presente)
- Israel: 
  - Tal Brody (1961–1977)
  - Motti Aroesti (1973–1988)
  - Doron Jamchi (1984–2000)
- Letônia: 
  - Maigonis Valdmanis (1949–1963)
  - Valdis Muižnieks (1951–1969)
  - Jānis Krūmiņš (1954–1969)
- Grécia: 
  - Panagiotis Fasoulas (1981–1999)
  - Dimitris Diamantidis (1999–Presente)
- Ucrânia: 
  - Vladimir Tkachenko (1973–1992)
  - Alexander Volkov (1983–1996)
- Montenegro: 
  - Duško Ivanović (1980–1996)
- Turquia: 
  - İbrahim Kutluay (1991–2009)
  - Mirsad Türkcan (1994–2012)
- República da Macedônia: 
  - Petar Naumoski (1989–2004)
- República Checa: 
  - Jiří Zídek Sr. (1962–1983)
- Armênia: 
  - Armenak Alachachian (1952–1968)
- Argentina: 
  - Luis Scola (1996–Presente)

## 10 Treinadores
- Sérvia: 
  - Aleksandar "Aca" Nikolić (1954–1984)
  - Dušan "Duda" Ivković (1978–Presente)
  - Božidar "Boža" Maljković (1979–Presente)
  - Želimir "Željko" Obradović (1991–Presente)
- Espanha: 
  - Pedro Ferrándiz (1957–1975)
  - Manuel "Lolo" Sáinz (1972–2000)
- Rússia: 
  - Alexander Gomelsky (1954–1991)
- Estados Unidos: 
  - Dan Peterson (1963–1987, 2011)
- Itália: 
  - Ettore Messina (1989–Presente)
- Israel: 
  - Pinhas "Pini" Gershon (1992–2010)

### Outros Treinadores Indicados
- Itália: 
  - Cesare Rubini (1947–1974)
  - Alessandro "Sandro" Gamba (1973–1991)
  - Valerio Bianchini (1974–2006)
- Sérvia: 
  - Ranko Žeravica (1958–2003)
  - Svetislav Pešić (1982–Presente)
- Croácia: 
  - Mirko Novosel (1967–1993)
  - Željko Pavličević (1985–Presente)
- Espanha: 
  - Alejandro "Aíto" García Reneses (1974–Presente)
- Grécia: 
  - Giannis Ioannidis (1978–2004)
- Israel: 
  - Ralph Klein (1976–1996)

## 5 Árbitros
- Bulgária: Artenik Arabadjian
- Rússia: Mikhail Davidov
- Eslováquia: Lubomir Kotleba
- França: Yvan Mainini
- Grécia: Costas Rigas

### Outros Árbitros Indicados
- Sérvia: Obrad Belošević
- Finlândia: Carl Jungebrand
- Hungria: Ervin Kassai
- Polônia: Wiesław Zych
- Lituânia: Romualdas Brazauskas
- Espanha: Pedro Hernández-Cabrera
- Reino Unido: David Turner

## Ligações Externas
- Sítio Oficial no euroleague.net